# ヨーロッパシロジャノメ
ヨーロッパシロジャノメ（Melanargia galathea）は、ジャノメチョウ亜科に属する蝶の一種である。スカンジナビア半島以外のヨーロッパの大部分、北アフリカ、イランまでの中東等で見られる。20世紀後半には、イギリスまで生息域が広がった。

## 概要

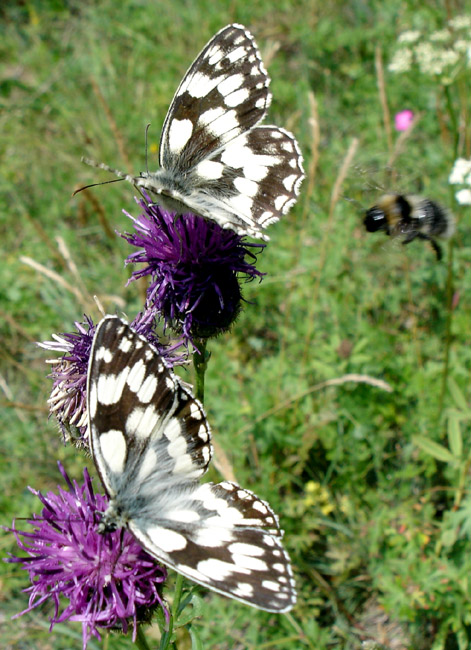

名前に反して、ジャノメチョウ亜科の中では「茶色い」種である。イギリス南部の未耕作の野原でよく見られる。
ジャノメチョウ亜科の他の種と同様に、幼虫は様々な種類の草を食べる。完全な範囲は明確ではないが、オオウシノケグサは食糧として必須であると考えられている。卵は草の上に産まれ、卵からかえると幼虫はすぐに冬眠し、春に新しい草が生えてきてから食糧を食べ始める。色はライムグリーンで、背中の中央に濃緑色の線が入っている。さなぎは、地上の高さに垂れ下がるようにできる。7月の晴れた日に一斉にさなぎが羽化し、数千匹がゆっくり羽を動かす様子が見られる。

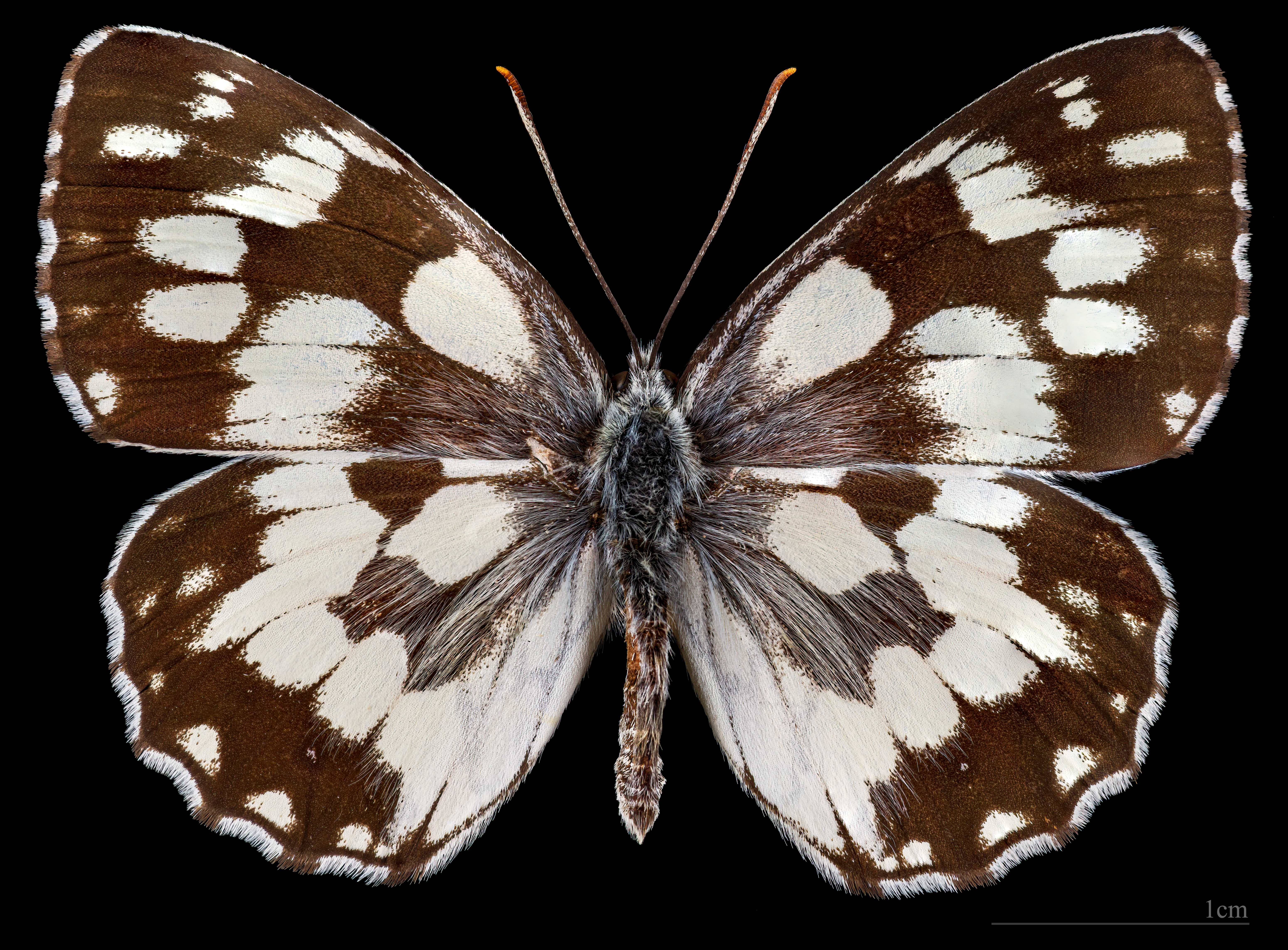
♂
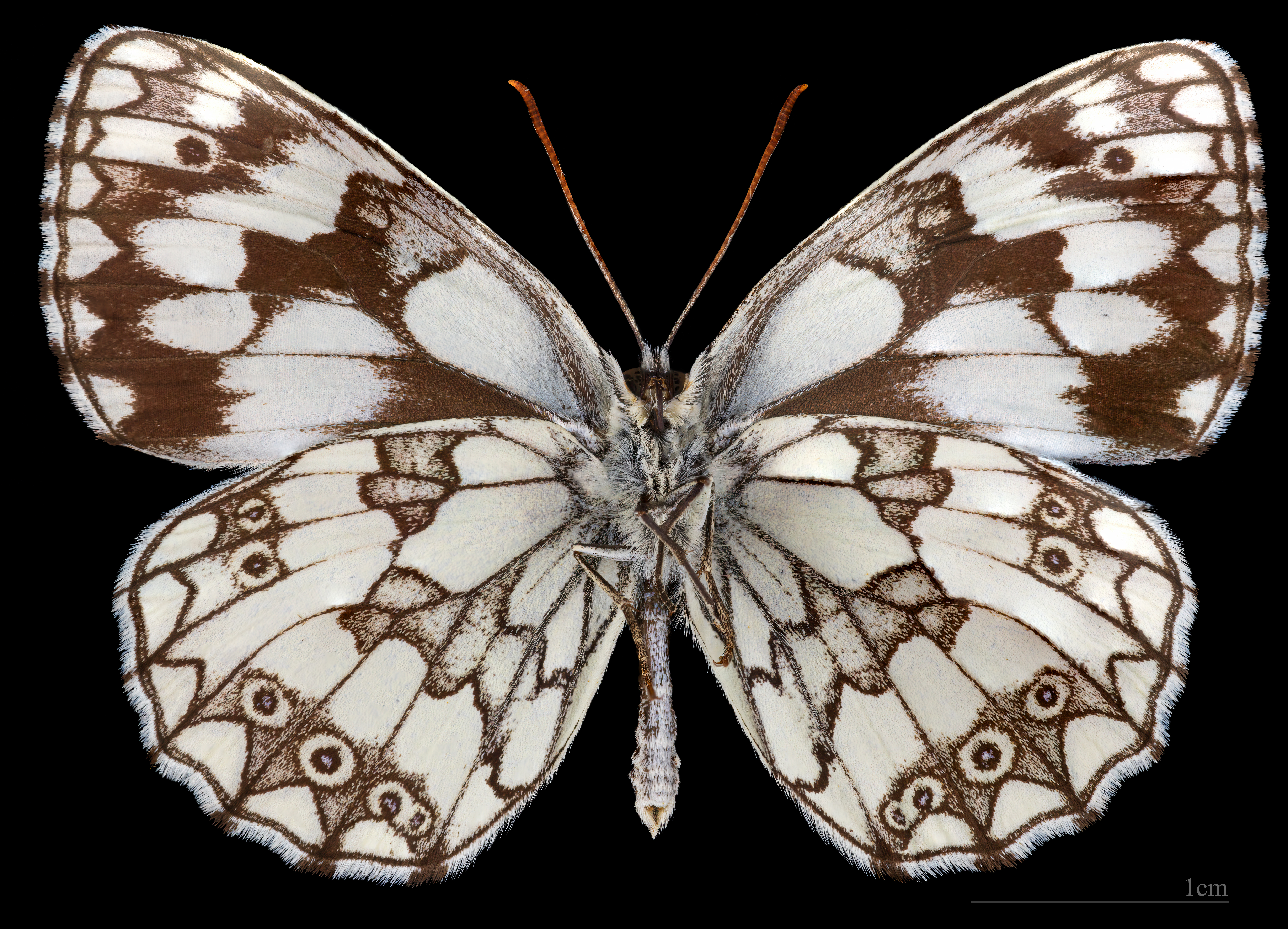
♂ △
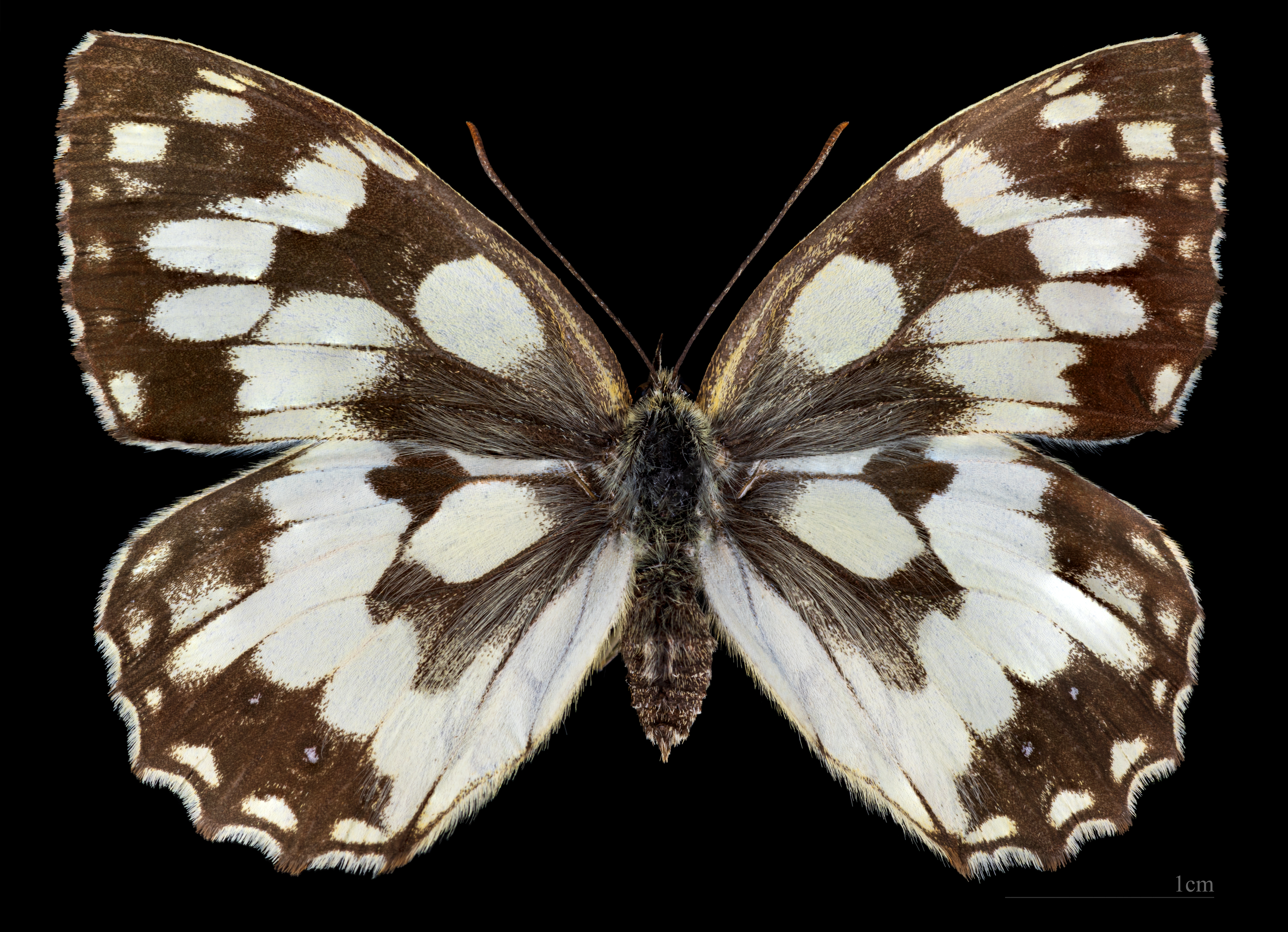
♀
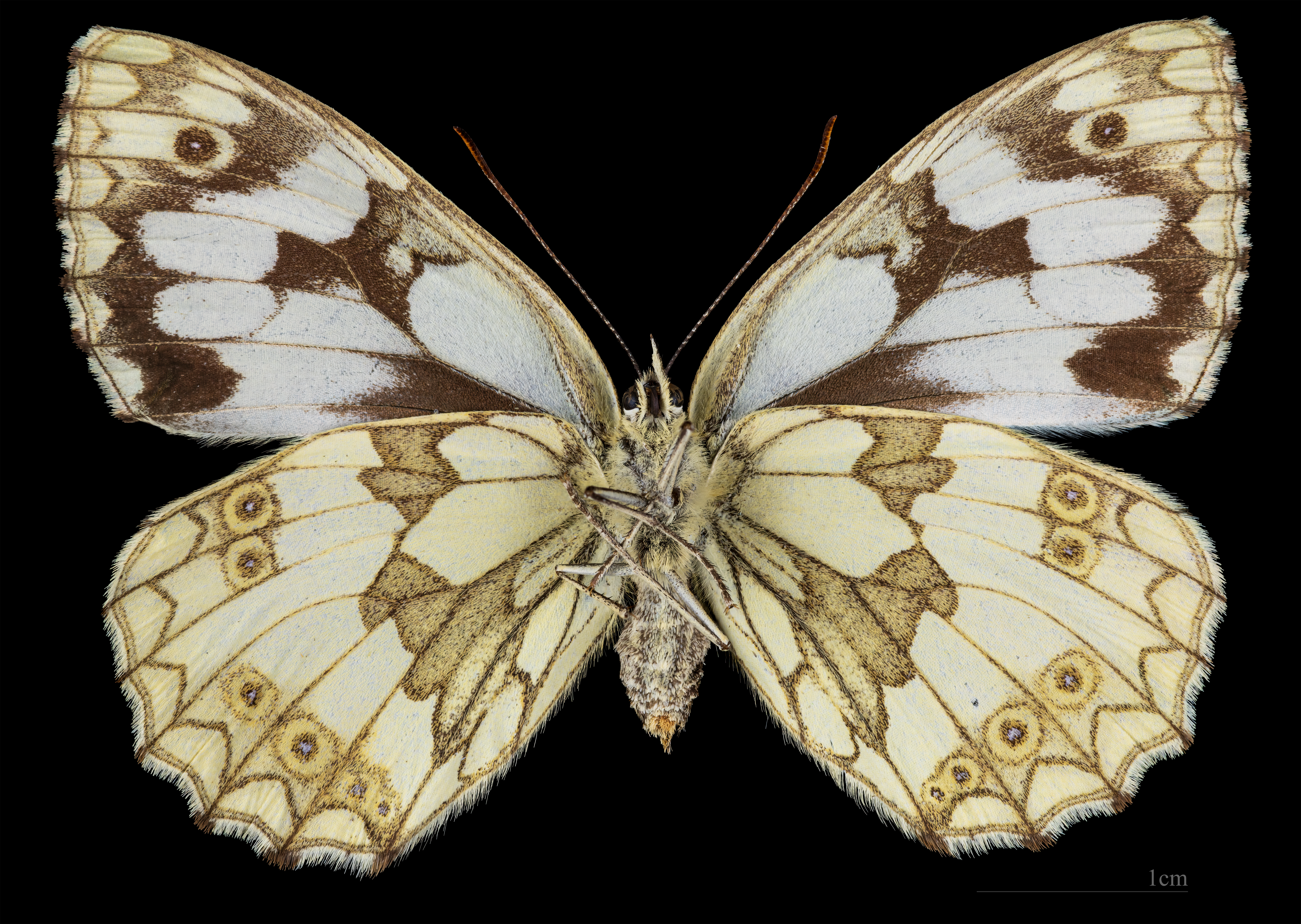
♀ △

"Marmoress"と呼ばれることもある。